# Короткоклювый сикалис
Короткоклювый сикалис (лат. Sicalis luteola) — вид певчих птиц из семейства танагровых. Выделяют 8 подвидов. Распространены в Мексике, Центральной и Южной Америке, были интродуцированы на Карибские острова.

## Описание
Короткоклювый сикалис достигает длины 9,8–12,5 см и массы 14,6–17,9 г. У самцов номинативного подвида, оливковая макушка с тонкими тёмными прожилками, лицо в основном серовато-оливкового цвета с желтоватым окологлазным кольцом и жёлтым надбровьем, бока шеи жёлтые. Затылок и верхняя часть тела оливково-коричневые с густыми тёмными прожилками (в свежем оперении заметны две беловатые полосы на мантии), надхвостье оливково-жёлтое. Верх крыльев и хвост коричневатые со светло-коричневой окантовкой. Горло и скуловая область ярко-жёлтые, низ тела жёлтый, бока груди и верх боков с оливковым оттенком, брюхо желтовато-бледное. Радужная оболочка тёмная; короткий, округлый клюв сероватый или розовато-серый; ноги от тускло-розового до тёмного цвета. Взрослые самки похожи на самцов, но в целом более тусклые, сверху бледно-коричневые с тёмными прожилками от макушки до спины, снизу тускло-жёлтые, на скулах тёмная полоса, жёлтые отметины на лице менее заметны, бока головы и туловища ярко-оливкового цвета, горло и грудь желтовато-коричневые. Молодые особи похожи на самку, но верхние перья окаймлены охристой каймой, более выраженная скуловая полоса, грудь с мелкими прожилками, брюхо тускло-жёлтое.

## Вокализация
Короткоклювый сикалис поёт с присады или в полёте. Песня представляет собой серию трелей, похожих на трели канарейки, каждая из которых слегка отличается по частоте и интонации от предыдущей; продолжительностью от трёх до более чем 10 секунд. Песня в полёте длиннее, чем с присады, а во время интенсивного пения в присутствии самки песня нарастает, и ближе к концу трели больше напоминают электронное жужжание. Позывка во время полёта — взрывной двусложный звук «pit-tchew!». 

## Распространение и места обитания
Короткоклювый сикалис распространён в Мексике, Центральной и Южной Америке, был интродуцирован на Карибские острова (Антигуа и Барбуда, Барбадос, Доминика, Гваделупа, Мартиника, Монтсеррат, Сент-Китс и Невис, Сент-Люсия, Сент-Винсент и Гренадины и Тринидад и Тобаго). Выделяют 8 подвидов:
- Sicalis luteola chrysops  Sclater, 1862 — юг Мексики (Веракрус, Чьяпас), Белиз, юг Гватемалы (Сакатепекес), регион москитового берега на востоке Гондураса и на северо-востоке Никарагуа;
- Sicalis luteola mexicana  Brodkorb, 1943 — центр Мексики (Пуебла, Морелос);
- Sicalis luteola eisenmanni  Wetmore, 1953 — северо-запад Коста-Рики (Гуанакасте) и центральная Панама (Кокле);
- Sicalis luteola bogotensis  Chapman, 1924 — Анды в Венесуэле, Колумбии, Эквадоре и Перу (на юг до Арекипы);
- Sicalis luteola luteola  (Sparrman, 1789) — Колумбия (низменности к западу от Анд, долины рек Наука и Магдалена), Венесуэла (Фалькон, Монагас и Боливар), Гайана и север Бразилии;
- Sicalis luteola flavissima  Todd, 1922 — от Суринама до устья Амазонки;
- Sicalis luteola chapmani  Ridgway, 1899 — нижнее течение Амазонки (Пара);
- Sicalis luteola luteiventris  (Meyen, 1834) — гнездятся на юге Бразилии (Санта-Катарина и Риу-Гранди-ду-Сул), в Уругвае, на севере и востоке Аргентины (на юг до Чубута), в Центральном Чили (от Кокимбо на юг до Лос-Риоса). Зимой мигрируют в южное Перу (Куско, Пуно), центральную и Восточную Боливию, на юг Центральной Бразилии (от Мату-Гросу на восток до Баии) и в Парагвай.

Естественными местами обитания являются луга и сельскохозяйственные угодья, а также заросшие травой края болот и других заболоченных участков. Предпочитает местообитания с высокой травой. В Панаме встречается в саваннах с редкими кустарниками и невысокими деревьями на песчаной почве. В Чили, Аргентине и Уругвае — чаще всего на пустырях в черте городов или деревень, если высота травы и другой растительности превышает 1 м.  Встречается на высоте от уровня моря до 3500 м над уровнем моря.

## Биология
Короткоклювый сикалис питается в основном на земле; поодиночке, парами и небольшими группами, иногда большими стаями. В состав рациона входят семена и, вероятно, членистоногие. Часто взлетает с земли на верхушку травы; после этого стебель травы наклоняется, а птица извлекает семена на земле.
Сезон размножения приходится на февраль—июнь, но на севере ареала короткоклювый сикалис может размножаться в любое время года. На юге (подвид S. l. luteiventris) гнездится в конце августа/сентябре—феврале, бывает до трёх выводков за сезон. Гнездо представляет собой объёмную чашечку из сплетенной травы, размещенную на земле; у южных популяций (подвид S. l. luteiventris) гнездо полусферической формы, состоящее из сухой травы, с более мягкой подкладкой из перьев, волос или мягкой травы, размещается на земле в густых зарослях травы или другой растительности. На севере ареала в кладке 2—3 яйца; на юге обычно откладывается 3—5 яиц. Яйца белого цвета с бледно-голубым отливом, испещрены серыми или коричневыми пятнами по всей длине. В ходе исследования, проведенного на юге Бразилии, в кладке было 4 яйца, инкубационный период составлял 11—13 дней, птенцы оперялись через 11—13 дней; только самки строили гнезда, насиживали кладку и кормили птенцов.